# Per Gustaf Strömberg
Per Gustaf Strömberg, född 25 november 1770 i Slaka, död 29 mars 1829 i Linköping, Östergötlands län. Han var en svensk guldsmed och bryggare i Linköping.

## Biografi
Flyttade 1805 till Sankt Kors kvarter 51 i Linköping.

### Familj
Strömberg gifte sig 16 november 1805 i Slaka med Inga Lena Strömberg (född 1782). De fick tillsammans barnen Per Anders (född 1807), Amalia Gustava (född 1810), Gustaf Casper (född 1812), Ulrica (född 1816), Hedvig Carolina (född 1818), Carl Leonard (född 1822) och Rupertina Wilhelmina (1826-1898).